# Режим TOGA
Режим Take-Off/Go-Around (англ. TO/GA, «зліт/вихід на друге коло») — одна з функцій автопілота й автомата тяги на літаку, що дає змогу контролювати тягу під час зльоту або виходу на друге коло.
Режими — злітний і вихід на друге коло — залучаються одними й тими самими органами управління залежно від фази польоту. Якщо автопілот встановлений у режим заходу на посадку, натискання кнопок залучає режим виходу на друге коло. Якщо автопілот встановлений на зліт, натискання перемикача TO/GA залучить злітний режим. На літаках Boeing режим TO/GA вмикають кнопками на важелях управління двигунами (ВУД), при цьому сервоприводи ВУД-ів самостійно переведуть їх у відповідне положення. На літаках Airbus для ввімкнення цього режиму необхідно перевести ВУД у крайнє переднє положення з позначкою TO/GA.

## Злітний режим
Після виходу на виконавчий старт, пілоти переводять автомат тяги в режим Take-Off. Автомат самостійно вибирає режим роботи двигунів з урахуванням заздалегідь заданих пілотами параметрів — довжини смуги, висоти над рівнем моря і злітної маси літака. Автомат тяги поступово збільшує тягу до необхідної, щоб уникнути помпажу. У сучасних літаках злітний режим має безліч налаштувань. Зокрема, він може знижувати тягу на певній висоті, щоб виконати вимоги щодо шумності над населеними пунктами. На літаках MD-80 також встановлено систему ATR (Automatic Thrust Restoration, «Автоматичне відновлення тяги»), що не дає пілотам знижувати тягу двигунів над містами до небезпечних значень.

## Режим виходу на друге коло
Режим GA (вихід на друге коло) використовується під час заходу на посадку. У цьому разі натискання кнопок TO/GA або переведення ВУДів у положення TO/GA перемикає автопілот або автомат у режим виходу на друге коло — двигуни виходять на максимально можливу тягу, режим заходу на посадку вимикається. На літаках Boeing у цьому разі вимикається система стеження за глісадою і автопілот. На літаках Airbus автопілот залишається увімкненим і виконує маневр виходу на друге коло автоматично, підтримуючи потрібну висоту і швидкість.